# Thomas de Lundie
Thomas de Lundie o Lundin, oppure Thomas Durward (in gaelico scozzese Tomhas Dorsair; fl. XII-XIII secolo) è stato un nobile scozzese.

## Biografia
Della figura di Thomas Durward si sa poco o nulla, se non che era figlio del nobile Malcolm de Lundie, Usciere di Scozia, e di una figlia del conte di Mar. Successe al padre nel titolo di Usciere, posizione che lo rendeva particolarmente vicino al sovrano scozzese, e lo rimase all'incirca fino agli anni 1230.
Imparentato per via materna coi conti di Mar, contestò la successione del parente Duncan, conte di Mar, scontrandovisi più volte. Tuttavia Mar, godendo del sostegno del sovrano Guglielmo I di Scozia, vanificò le ambizioni di Durward, che non ottenne mai la contea e il cui reclamo sarebbe stato ripreso solo dai suoi discendenti. L'Usciere fu comunque compensato con circa metà dei domini compresi nella contea di Mar, facendolo diventare uno dei più potenti feudatari scozzesi. Per consolidare la sua posizione sposò una figlia o comunque una parente di Malcolm, conte di Atholl, della quale però non è noto il nome (forse Margaret o Christina).
Di Thomas Durward rimangono numerose donazioni effettuate all'abbazia di Coupar Angus e ad altri monasteri scozzesi, redatti sia prima che dopo il 1200. Morì attorno al 1232 e fu succeduto nei titoli dal primogenito Alan Durward, che sarebbe divenuto uno dei principali uomini politici della Scozia bassomedievale.

## Discendenza
Dalla moglie, generalmente ritenuta una figlia del conte di Atholl, ebbe due figli noti:
- Alan, Usciere di Scozia;
- Colin, testimone di alcune donazioni del fratello.